# Authion (avviso)
L'Authion è stato un avviso di II ordine a ruote della Regia Marina, già della Marina del Regno di Sardegna.

## Storia
Impostato nei cantieri di Blackwall, in Inghilterra, nel 1846, per conto della Marina sarda, l'Authion venne varato e completato nel corso dell'anno successivo.
Poco dopo l'entrata in servizio l'avviso fu coinvolto nelle operazioni della prima guerra d'indipendenza: agli ordini del comandante Millelire, nella primavera-estate del 1848 venne aggregato alla squadra sarda che impose il blocco al porto di Trieste, a favore di Venezia insorta. Dal 7 giugno al 14 agosto le navi sardo-piemontesi e ad alcune unità venete, stazionarono al largo di Trieste nell'ambito del blocco navale imposto alla città, importante porto civile e militare austro-ungarico. Tale blocco rimase però sulla carta, dato che la squadra sardo-veneta, giunta davanti a Trieste già il 23 maggio, aveva ricevuto diversi consoli delle nazioni della Confederazione tedesca, i quali affermarono che qualunque atto di guerra contro Trieste sarebbe stato considerato anche contro i loro stati. La squadra italiana rimase pertanto inattiva, e non reagì nemmeno quando, il 6 giugno, la nave ammiraglia San Michele venne colpita di rimbalzo da una palla sparata per provocazione da una fregata austroungarica. Nonostante la formale proclamazione del blocco, avvenuta l'11 giugno, diverse navi nemiche con carichi militari riuscirono ad entrare ed uscire da Trieste senza incontrare ostacoli. Le navi sarde rientrarono a Venezia in agosto e ricevettero l'ordine di ritrasportare in Piemonte via mare il corpo di spedizione sardo-piemontese del generale La Marmora, costituito da circa 2.000 uomini. Tornate ad Ancona il 9 settembre, negli ultimi giorni di ottobre le navi effettuarono una breve puntata su Venezia, per poi tornare rapidamente nel porto marchigiano. La Squadra sarda fu poi fatta rientrare in patria in seguito alla definitiva sconfitta di Novara.
Nel 1855-1856, nel corso della guerra di Crimea, l'Authion fece parte della Divisione Navale sarda inviata in Crimea (forte complessivamente di 23 navi di vario tipo, 126 pezzi d’artiglieria e 2574 uomini) e partecipò alle operazioni di tale conflitto, venendo impiegato nel trasporto delle truppe piemontesi e dei relativi rifornimenti. Nel corso di questa campagna le truppe piemontesi ebbero pesanti perdite a causa, più che del nemico, di una gravissima epidemia di colera: la prima vittima del morbo fu il cappellano dell'Authion, don Astengo, deceduto l'11 maggio 1855, quando ancora la nave era in navigazione alla volta di Balaklava.
Tra il marzo 1857 ed il maggio 1858 l'avviso stazionò alla foce del Danubio. Nel corso della seconda guerra d'indipendenza, nel 1859, l'unità, al comando del capitano di fregata Baldassarre Galli della Mantica, operò in Adriatico insieme a navi francesi, con compiti di “polizia marittima”. Altro fatto di cui la nave fu protagonista nel corso di tale conflitto fu lo sbarco a Marina di Carrara, il 1º maggio 1859 (comandava allora la nave il tenente di vascello Galli della Loggia) di un reparto di alcuni ufficiali e 67 volontari della guardia nazionale genovese, equipaggiati con 400 fucili e parecchie munizioni, al comando del generale Ignazio Ribotti di Molières, con a bordo i quali la nave era partita da Genova facendo tappa anche a La Spezia.
Il 4 aprile 1860, alcune settimane prima della spedizione dei Mille, l'Authion e la pirofregata Governolo furono inviati a Palermo per valutare l'entità delle forze in campo nelle rivolte scoppiate in Sicilia. L'avviso, al comando del tenente di vascello Piola-Caselli, seguì poi le operazioni dei garibaldini restando per qualche tempo in Sicilia: tra i suoi compiti vi furono anche quelli di collegamento postale (la nave partì da Palermo il 25 giugno 1860 e trasportò a Cagliari un singolo carico di posta, annunciando inoltre la liberazione della città siciliana, e rientrando poi a Palermo con altra posta tre giorni più tardi). Dal 28 luglio al 22 settembre 1860 comandò l'Authion il capitano di fregata Emilio Faà di Bruno.
All'inizio del 1861 la nave prese parte alle operazioni contro la piazzaforte di Gaeta, dove si era asserragliata la famiglia reale borbonica. Il 20 gennaio 1861 l'Authion, al comando del capitano di fregata Emilio Faà di Bruno (che aveva riassunto il comando della nave il 2 ottobre 1861, per poi mantenerlo sino al 10 aprile 1861), rimorchiò un pontone da Genova a Gaeta, poi fece subito ritorno nel porto ligure, dove venne equipaggiato con un cannone rigato da 160 mm ed uno da 40 libbre. Così armato, ai primi di febbraio l'avviso si presentò nelle acque di Mola di Gaeta, aggregandosi alla squadra italiana impegnata nel bombardamento della piazzaforte assediata, per la quale svolse, grazie alla sua buona velocità, un eccellente servizio nel trasporto degli ordini e delle comunicazioni, nonché nella sorveglianza e nelle operazioni di blocco navale. La nave partecipò all'assedio di Gaeta sino alla resa della città, avvenuta il 13 febbraio 1861.
Il 17 marzo 1861, con la nascita della Regia Marina, l'Authion venne iscritto nei suoi ruoli come avviso a ruote (dal 14 giugno 1863 la classificazione fu precisata in avviso di II ordine a ruote).
Nel 1866-1867 la nave venne sottoposta a lavori, terminati i quali venne assegnata alla squadra permanente d'evoluzione.
Nel settembre 1871 l'avviso, agli ordini del comandante Denti, prese parte a Cagliari, con funzioni di nave appoggio, agli esperimenti sul funzionamento del prototipo di minisommergibile “Talpa Marina”, progettato da Giovan Battista Toselli. Negli anni '70 dell'Ottocento la nave venne inviata a difesa degli interessi italiani nelle zone più turbolente del Mediterraneo.
Il 10 agosto 1873 l'Authion, mentre si trovava ormeggiato a Cagliari, venne accidentalmente speronato dal piroscafo mercantile Caprera, proveniente da Napoli, che abbatté l'alberetto dell'albero di trinchetto dell'avviso.
Nel settembre 1873 il vecchio avviso, nel corso dei tumulti che avrebbero portato alla nascita e breve vita della prima repubblica spagnola, venne inviato a Barcellona, ad Alicante ed a Cartagena, traendo in salvo 120 italiani e rimorchiando fuori dal porto di Cartagena nove mercantili tra cui il piroscafo Cavour, che, carico di grano, era caduto in mano ai rivoluzionari. In seguito a queste azioni il comandante della nave, capitano di corvetta Carlo De Amenzaga, venne promosso capitano di fregata.
Il 25 giugno 1874 l'Authion collaborò, insieme al piroscafo Ancona, alle operazioni di disincaglio della pirofregata corazzata Venezia, arenatasi nei pressi di Taranto. Il 19 novembre 1874 una scialuppa dell'avviso, durante una violenta tempesta, raggiunse nella rada di Trapani quattro piroscafi in difficoltà (due italiani, uno inglese ed uno greco) e li salvò da grave rischio d'incaglio e naufragio.
Nel 1875 l'armamento dell'Authion venne ridotto a due cannoni da 75 mm, ed il 1º luglio 1877 l'unità venne declassata a nave sussidiaria di III classe.
Tra il 1876 ed il 1877, durante la guerra russo-turca, la nave stazionò a Salonicco, mentre nel 1878, dopo aver subito dei lavori in bacino di carenaggio nell'Arsenale di Napoli ed aver temporaneamente fatto parte della I Divisione della squadra permanente, partecipando anche ad una rivista navale a Taranto, fu a Prevesa, nel corso delle rivolte in Epiro, mentre in agosto si recò a Suda. Successivamente l'unità fu stazionaria anche ad Algeri, Creta, Candia, Costantinopoli e La Goletta (dove giunse nel gennaio 1880, al comando del capitano di corvetta Carlo Mirabello, e da dove rientrò nella seconda metà di febbraio, non potendovisi trattenere ulteriormente, a causa del maltempo). Nella prima metà del 1881 fu a Cagliari, da dove in luglio si recò a Tunisi.
Disarmato sul finire del 1881, l'anziano Authion venne radiato il 5 gennaio successivo. Trainato a Taranto, lo scafo dell'avviso venne ancora utilizzato come deposito di fulmicotone sino al 1896, prima della demolizione.